# Menos mal que nos queda Portugal
Albums de Siniestro Total
Siniestro Total II: El Regreso
(1983) Bailaré sobre tu tumba
(1985)
Menos mal que nos queda Portugal (Heureusement que nous avons encore le Portugal) est le troisième album studio du groupe galicien (Espagne) Siniestro Total.
En 2002 l'album a été remastérisé et réédité avec 5 titres de plus. L'ajout a été enregistré dans les mêmes conditions que l'album initial.

## Chansons de l'album

### Titres de l'édition de 1984
| No  | Titre                                             | Durée |
| --- | ------------------------------------------------- | ----- |
| 1.  | Tipi, dulce tipi                                  |       |
| 2.  | E.L.E.V.E.N                                       |       |
| 3.  | Que corra la nicotina                             |       |
| 4.  | La matanza de taxis                               |       |
| 5.  | Assumpta                                          |       |
| 6.  | Menea el bullarengue                              |       |
| 7.  | Miña terra galega (Sweet Home Alabama)            |       |
| 8.  | Keke Rosberg                                      |       |
| 9.  | Señor, ilumina mi corazón                         |       |
| 10. | Oh, qué raro soy                                  |       |
| 11. | Te quiero                                         |       |
| 12. | Sonorice su templo                                |       |
| 13. | ¿Quienes somos? ¿De dónde venimos? ¿Adónde vamos? |       |
| 14. | Si yo canto (My Whole World Is Falling Down)      |       |

### Titres bonus de réédition
| No | Titre          | Durée |
| -- | -------------- | ----- |
| 1. | Hey, hey Vigo  |       |
| 2. | Ayatollah nº 9 |       |
| 3. | Mongoloide     |       |
| 4. | Sobre ti       |       |
| 5. | Si yo canto    |       |